# Emmanuelle Mouké
Eineille-Fé Elvire Emmanuelle Mouké, née le 3 décembre 1988 à Yamoussoukro, est une joueuse internationale de basket-ball de Côte d'Ivoire.

## Clubs
- Assaoufoué

## Palmarès
- Médaille d'argent du Championnat d'Afrique féminin de basket-ball des 18 ans et moins en 2006